# 九州大学創立五十周年記念講堂

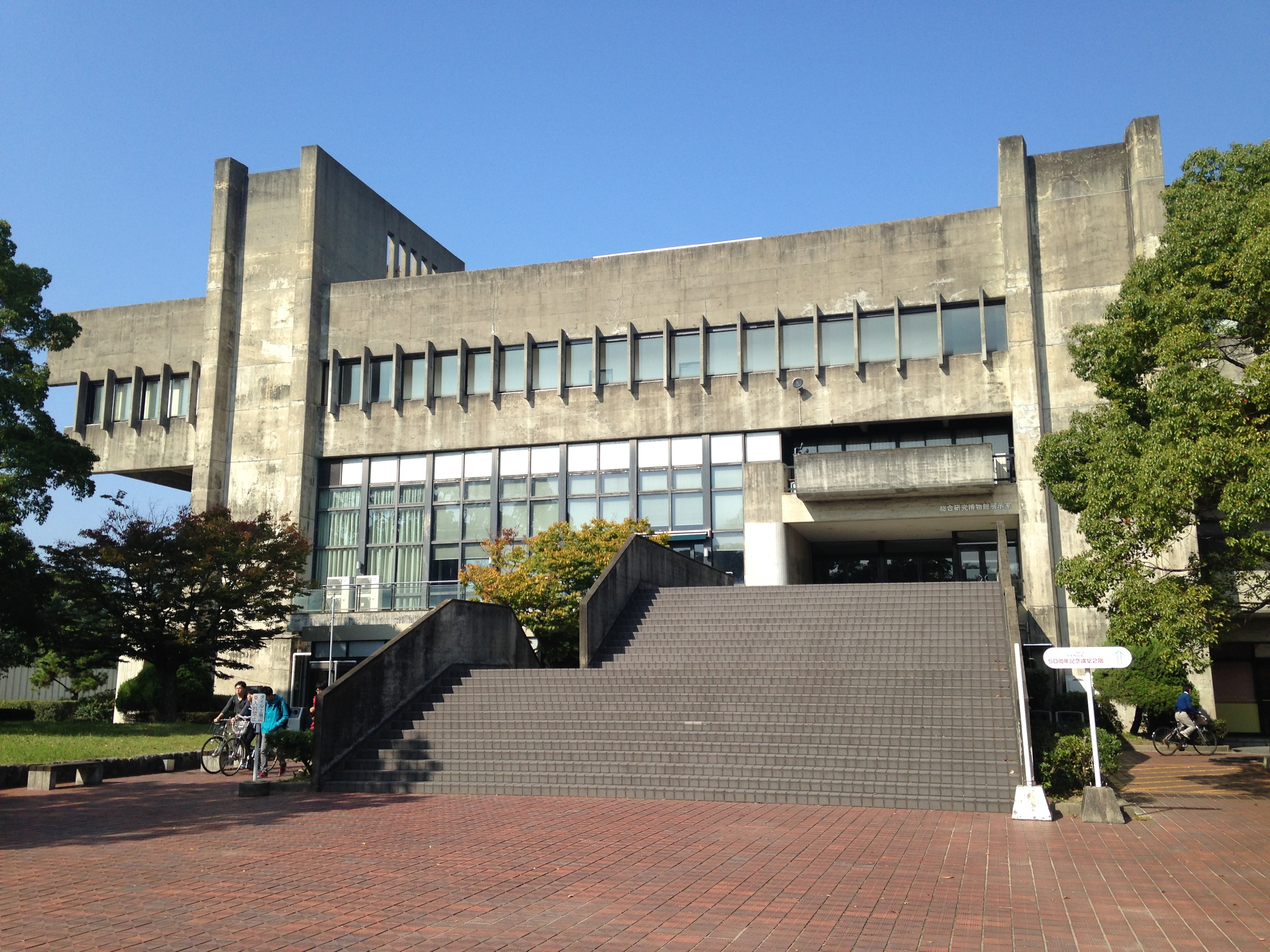
九州大学創立五十周年記念講堂

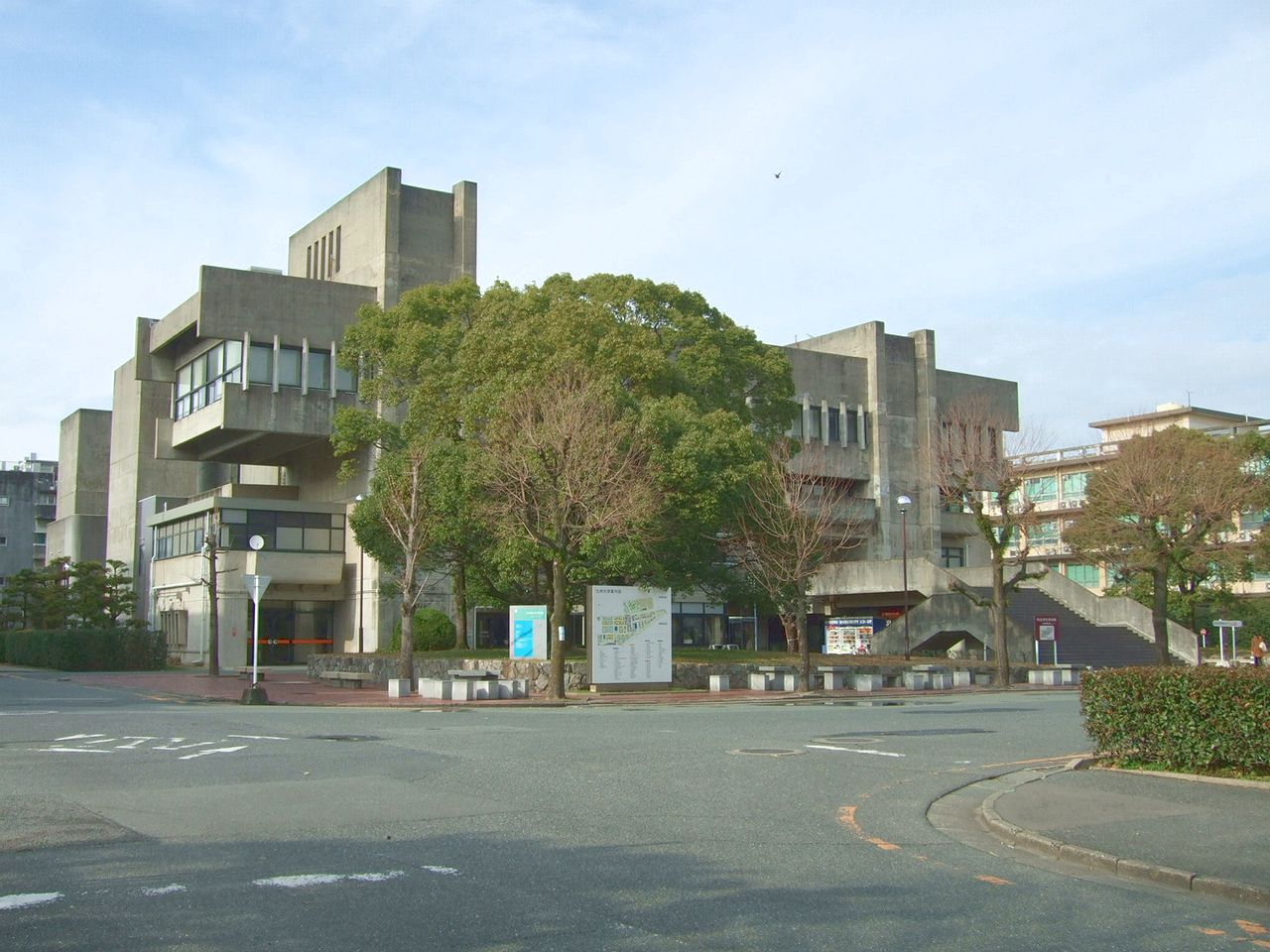
九州大学創立五十周年記念講堂

九州大学創立五十周年記念講堂（きゅうしゅうだいがくそうりつごじっしゅうねんきねんこうどう）は、福岡県福岡市東区箱崎の九州大学箱崎地区に所在していた講堂である。通称、九州大学五十周年記念講堂、五十周年記念講堂。

## 沿革
九州大学の起源は1867年に設立された福岡藩の藩校である賛生館に遡るが、近代的な学制に基づく大学としては1911年に九州帝国大学が設立されたのが端緒であり、九州大学ではこの年を大学創立年としている。
九州大学創立五十周年記念講堂は、1961年に九州大学が九州帝国大学としての設立から50周年を迎えたことを記念して建設された講堂である。
大学設置50周年の記念事業は、1960年（昭和35年）10月18日に発足した九州大学創立五十周年記念会によって実施されたものである。その一環として、同記念会により講堂が建設され、1967年（昭和42年）10月20日に竣工。同11月に九州大学に寄附された。開館は翌1968年（昭和43年）4月12日。
2018年7月13日に中央食堂と共に閉鎖。そして解体した。

## 施設
設計は、九州大学工学部建築学科教授であった光吉健次らによる。
延べ床面積5,888m。1階手前部分は食堂になっており、大講堂へは前面右側に設けられた大階段を上り、2階のホワイエを経てアクセスする。ただし、ホワイエ部分には近年食堂が増築されている。
集会施設としては、大講堂、大会議室、小会議室を備えており、各講堂・会議室の収容人員は以下の通り。
- 大講堂 - 2,002名
- 大会議室 - 150名
- 小会議室 - 20名